# 兰亭集会
兰亭集会（又名兰亭修禊），指中国东晋永和九年三月初三（公元353年4月22日），王羲之于会稽郡山阴之兰亭（现浙江绍兴西南）举办修禊集会，有谢安、谢万、孙绰、王玄之、王凝之、王徽之、王献之等四十多位名士参加。会上共得诗37首。 王羲之“微醉之中，振笔直遂”，写下了著名的《兰亭集序》。

## 关联项目
- 上巳节
- 流觞曲水
- 兰亭集序
- 王羲之
- 兰亭